# Дело революции
Дело революции — газета-ежедневник, издававшаяся в 1918—1921 годах в Новониколавске. Орган Новониколаевского Совета рабочих, солдатских и крестьянских депутатов.

## История
Первый номер газеты был опубликован 1 января 1918 года. До 25 мая 1918 года вышло 100 номеров.
26 мая 1918 года в период Чехословацкого восстания сотрудники редакции (А. Ф. Клеппер, Ф. П. Серебренников) были арестованы и позднее расстреляны.
С декабря 1919 до 25 мая 1920 года публиковалась газета «Красное знамя».
В 1920 году работа газеты возобновилась. 26 мая символически вышел № 101. Редактором стал П. А. Коваленко, единственный выживший член предыдущей редколлегии.
Газета перестала издаваться 22 июня 1921 года после переезда в Новониколаевск «Советской Сибири». Коллектив издания влился в состав общесибирской газеты.